# Бенвенуто ді Джованні
Бенвенуто ді Джованні (*Benvenuto di Giovanni, бл. 1436 —†1518) — італійський художник Сієнської школи.

## Життєпис
Народився в родині муляра. Повне ім'я — Бенвенуто ді Джованні ді Мео дель Гваста. Вперше його ім'я згадується в документах 1453 року, коли він був навчався у художника Векк'єтти. З цього повідомлення можна зрозуміти, що Бенвенуто рано почав працювати, як мінімум з 17-ти років.
У 1465 році, в податковій декларації він про себе повідомляє, що не має ані майна, ані родичів, і проживає недалеко від баптистерію. У 1466 році одружується з Якопою ді Четона, з якої згодом нажив сімох дітей. З документів також відомо, що подружжю ді Джованні належали виноградники, які давали сякий-такий дохід, але, крім того, Бенвенуто не цурався адміністративної роботи, обіймав дві посади в сієнській адміністрації.
Своє життя він провів, працюючи в Сієні та її околицях. Один з його синів, Джироламо ді Бенвенуто, став згодом художником.

## Творчість
Сьогодні існує 9 підписаних ним вівтарів, 4 вівтаря з упевненістю приписані йому, бо на них збереглися документи. На підставі стилістичних особливостей йому приписується безліч інших творів.
Його творчість охоплює 43 роки і включає фрески, станковий живопис, мініатюру, оформлювальні роботи. У 1454 році намалював (нині втрачену) картину для капітулу «Компан'я ді Санта Лючія» в Сієні. У 1460 році розписав сієнський баптистерій фресками з історією св. Антонія Падуанського, а також написав невелику панель «Диво святого Антонія», яка, швидше за все, була частиною пределли вівтаря, створеного Векк'єттою і Франческо ді Джорджо.
Плідним виявився період з 1470 до 1480 року —- «Триптих з Монтепертузо», «Вівтар Боргезе», триптих «Мадонна з немовлям і святими». У 1480 році Бенвенуто отримав одразу декілька замовлень — він займався декоративним оформленням Сієнського собору, ілюстрував слайдами книгу хоралів для цього собору, і таку ж книгу для монастиря Сант Еудженіо під Сієною. Для цього ж монастиря Бенвенуто у 1491 році написав велику вівтарну картину «Вознесіння Христа», пределла якої знаходиться в Національній галереї, Вашингтон. Цей твір наповнений пристрастю і внутрішньою експресією, в ньому видно північноєвропейський вплив. Воно знаменувало собою пік творчості Бенвенуто ді Джованні, бо наступні його роботи грішать деякою спрощеністю, схематичністю, і часом зайвою нудотністю. Можливо, це було результатом більш активної участі в роботі його сина, Джироламо ді Бенвенуто.
У 1500-х роках пристарілий майстер звернувся до минулого, до вірних художніх формул, середини XIV століття. Це випливає з його останньої підписаної роботи «Мадонна з немовлям і святими» (1509 рік).